# Aleksandar Ranković (homme politique)
 (mai 2014).
Si vous disposez d'ouvrages ou d'articles de référence ou si vous connaissez des sites web de qualité traitant du thème abordé ici, merci de compléter l'article en donnant les références utiles à sa vérifiabilité et en les liant à la section « Notes et références ».
Pour les articles homonymes, voir Aleksandar Ranković et Ranković.
Aleksandar Ranković (en cyrillique serbe : Александар Ранковић), dit « Leka » (Лека) né en 1909 à Obrenovac et décédé en 1983, est un homme politique yougoslave d'origine serbe. Membre des Partisans durant la Seconde Guerre mondiale, il est ensuite, de 1946 à 1966, ministre de l'Intérieur du régime communiste yougoslave, avant de tomber en disgrâce.

## Biographie

### Carrière politique
Aleksandar Ranković est membre du Politburo du Parti communiste de Yougoslavie à partir de 1940. Après avoir été capturé et torturé par la Gestapo en 1941, il est secouru par un raid des Partisans. Il siège à l'état-major suprême pendant tout le long de la guerre. Il est décoré de l'Ordre du Héros national  pour les services rendus au cours de la Seconde Guerre mondiale.
Il crée en mai 1944 l'OZNA, service de sécurité des Partisans, qui prend en charge les purges politiques en Serbie après la prise de Belgrade, puis la répression des insurgés albanais au Kosovo. Après la guerre, il est ministre de l'Intérieur et dirige la police politique (UDBA) qui a succédé à l'OZNA.
Sa chute politique a lieu en 1966, pour abus d'autorité : il avait mis sur écoute la chambre à coucher de Tito, à Belgrade. Il est exclu de la Ligue des communistes de Yougoslavie la même année. Sa défection marque la fin d'une ère où la Ligue était un parti très centralisé : des mouvements politiques autonomistes ou séparatistes commencent à s'affirmer et donnent par exemple naissance au Printemps croate, une décentralisation accrue à partir des réformes constitutionnelles de 1971, et en 1974 un changement de constitution.
Il finit sa vie à Dubrovnik. Ses funérailles, en 1983, contribuent à renforcer le nationalisme serbe.